# Podklasztor (Krasnobród)
Podklasztor – wschodnia część miasta Krasnobród, jednostka pomocnicza gminy (osiedle), dawna wieś położona w województwie lubelskim, w powiecie zamojskim.
Pierwotnie obszar zajmowany przez osiedle Podklasztor należał do Dominikanów, przejęty przez rząd w roku 1864 po kasacie zakonu. Od 1868 r. istniała gmina Podklasztor skutkiem czego nazwę gminy Krasnobród zamieniono na „Podklasztor”, pierwotną nazwę przywrócono w końcu 1883 roku. Miejscowość była siedzibą gminy Krasnobród (do lat 90. XX w.).
W latach 1975–1998 miejscowość administracyjnie należała do województwa zamojskiego.
Podklasztor jest siedzibą rzymskokatolickiej parafii Nawiedzenia Najświętszej Maryi Panny. W Podklasztorze zlokalizowany jest barokowy, murowany klasztor dominikanów z około 1664 roku (budynek klasztorny powstał w I połowie XVIII wieku) oraz murowany, barokowy kościół podominikański (obecnie kościół parafialny) postawiony w latach 1690–1699 r.
Legenda głosi, iż po niszczycielskim najeździe szwedzkim w 1656 r. w błotach nad źródłami rzeczki Krupiec znaleziono obraz Matki Boskiej, obecnie będący na wyposażeniu kościoła. Według innego lokalnego podania fundatorką tegoż kościoła miała być późniejsza królowa Marysieńka (Maria Kazimiera d Arquien), wówczas jeszcze żona Jana „Sobiepana” Zamoyskiego. Fundację uczyniła ponoć to po tym, kiedy podczas pobytu w Krasnobrodzie cudownie miała ozdrowieć.
Zabytkowa aleja łączy świątynię z „Kaplicą na Wodzie”, gdzie występują źródła wywierzyskowe. Przy alei stoją zabytkowe kaplice: św. Onufrego (murowana z XVII w.), św. Anny (drewniana z XIX w.), św. Antoniego (drewniana z XIX w.).
Za budynkami kościelnymi na wzgórzu Chełmowa Góra (przez miejscową ludność zwanym Księżą Górą) znajduje się wyciąg narciarski.